# Luis Moya Sarmiento
Luis Moya Sarmiento (Ciutat de Mèxic, 25 de maig de 1907 - Colòmbia, juny de 1966) va ser un dibuixant, pintor, arquitecte, escenògraf, lletrista i director de cinema mexicà establert a Colòmbia.
Fill d'un pintor de Zacatecas, va començar estudis d'arquitectura, però aviat els va deixar per dedicar-se a la pintura i a l'escenografia de carpes de varietats i cabarets. El 1927 fou escenògraf de la peça teatral La canción del olvido, estrenada al Teatro Principal. Degut a l'èxit va viatjar amb la companyia a Espanya i Estats Units. El 1931 es va establir a Colòmbia, on es va casar i van néixer alguns dels seus fills. El 1935 va tornar a Mèxic i va continuar fent escenografies per al teatre. El 1938 debutà en cinema com a escenògraf d' El Indio de Gregorio Gorostiza i va continuar el 1942 amb El ángel negro de Juan Bustillo Oro. Durant la dècada del 1940 va fer l'escenografia de les pel·lícules Canaima (1945), de Juan Bustillo Oro i protagonitzada per Jorge Negrete; Tú eres la luz (1945), d'Alejandro Galindo; Trotacalles (1945), de Matilde Landeta; Marco Antonio y Cleopatra (1946), de Roberto Gavaldón, per la que fou nominat al Premi Ariel a la Millor Escenografia i El gran calavera, de Luis Buñuel (1949). Posteriorment va elaborar les cançons de La hija del penal de Fernando Soler i el guió de Me perderé contigo (1954) de Zacarías Gómez Urquiza.
Després es va establir definitivament a Colòmbia, on va dirigir la seva única pel·lícula, El milagro de sal, que fou estrenada com a part de la selecció oficial al Festival Internacional de Cinema de Sant Sebastià 1958, encara que no va obtenir cap premi. Ja no va tornar a Mèxic i va morir el juny de 1966 a Colòmbia sense que tornés a estrenar cap més pel·lícula.